# Zero History
Zero History è un romanzo thriller tecnologico del 2010 di William Gibson.
È il terzo romanzo appartenente al ciclo di Bigend, preceduto da L'accademia dei sogni (Pattern Recognition) del 2003 e Guerreros (Spook Country) del 2007; le vicende del romanzo, come anche quelle delle due precedenti opere, ruotano intorno alla figura di Hubertus Bigend e alla sua poliedrica agenzia multinazionale Blue Ant.

## Trama
(William Gibson, Zero History)
L'ex tossicodipendente Milgrim, viene messo sotto contratto da Hubertus Bigend, capo della versatile multinazionale Blue Ant, e inviato negli Stati Uniti per carpire i segreti commerciali e industriali legati all'appalto di nuove uniformi per l'esercito statunitense; il nuovo campo di interesse della Blue Ant, infatti, sembra essere la moda e l'osmosi tra lo street wear e l'abbigliamento militare. Tornato a Londra, Milgrim viene avvicinato da Winnie Tung Whittaker, una poliziotta federale degli Stati Uniti che sta indagando sul traffico illecito di equipaggiamenti militari e sul coinvolgimento di ex mercenari e del loro capo, il maggiore Michael Preston Grace, nella compravendita di armamenti appartenenti all'esercito e falsamente dismessi. La poliziotta intimidisce Milgrim fino a ottenerne la collaborazione, all'insaputa di Bigend e del responsabile della sicurezza della Blue Ant, Oliver Sleight.
Nel frattempo Bigend chiede alla giornalista Hollis Henry, ex componente del disciolto gruppo musicale dei Curfew, di indagare su un marchio segreto di abbigliamento, il fantomatico brand Gabriel Hounds, i cui capi sono venduti attraverso passaparola e raccomandazioni, ma non disponibili attraverso i comuni canali commerciali. Sia Hollis che Milgrim si accorgono ben presto di essere pedinati; Milgrim, resosi conto che il suo cellulare, configurato da Sleight che in realtà sta conducendo un doppio gioco, rivela la sua posizione agli inseguitori, lo abbandona in una carrozzina del figlio di un mafioso russo. L'inseguitore, uno dei mercenari coinvolti nella distrazione di armi statunitensi, attira su di sé l'attenzione della guardia del corpo del mafioso e viene da questi picchiato. Successivi interventi di Milgrim contro gli inseguitori ne fomentano la sete di vendetta; i mercenari rapiscono un prezioso collaboratore di Bigend, Bobby Chombo, proponendo uno scambio con Milgrim, intenzionati a ucciderlo dopo lo scambio. Chombo è un elemento chiave per l'implementazione di un progetto di Bigend, volto ad avere previsioni attendibili, seppure a breve scadenza, sull'andamento delle borse internazionali, mediante analisi informatiche d'avanguardia.
L'agente statunitense Winnie Tung Whittaker è costretta a rientrare in patria senza aver ottenuto le prove per poter arrestare Michael Preston Grace; prima di partire chiede a Milgrim di rivelare tutti i risvolti della vicenda a Bigend affinché egli possa agire contro la banda, forte delle imponenti risorse della Blue Ant. Nel mentre Hollis rintraccia Cayce Pollard, la stilista di Gabriel Hounds, ma rispettandone il desiderio di anonimato non ne rivela l'identità a Bigend. Quest'ultimo è quasi pronto a procedere allo scambio di Chombo con Milgrim quando nella vicenda viene coinvolto l'ex fidanzato di Hollis, Garreth, campione di base jumping reduce da un terribile incidente. L'uomo si offre di approntare un piano per liberare Chombo, appoggiandosi a numerosi amici tra cui un facoltoso misterioso protettore, un ex mercenario gurkha, un abile scassinatore, la stessa figlia di Bigend, la talentuosa e determinata Fiona e un'amica di Hollis, Heidi Hyde, ex componente dei Curfew. Servendosi di una serie di gadget tecnologici quali droni, taser e sfruttando delle backdoor informatiche per aggirare i sistemi di riconoscimento somatico delle telecamere di vigilanza l'assortito gruppo sgomina la banda e, lasciando una serie di falsi indizi, riesce a far arrestare i mercenari e il loro capo con l'accusa di terrorismo.
Bigend, grazie a Milgrim riesce a sventare le macchinazioni interne alla Blue Ant licenziando Sleight e altri infedeli collaboratori. Hollis e Garreth si fidanzano nuovamente così come Milgrim e Fiona.

## Personaggi
Hollis HenryEx componente del disciolto gruppo musicale dei Curfew, giornalista free lance, già protagonista del precedente romanzo Guerreros.
Hubertus BigendRicco e vulcanico presidente della multinazionale Blue Ant, dai numerosi campi di interesse, tra cui le nuove tecnologie. Filo conduttore di tutti i romanzi dell'omonima trilogia.
MilgrimEx tossicodipendente, disintossicato da Bigend e da questi messo sotto contratto come collaboratore, già apparso nel precedente romanzo Guerreros.
Oliver SleightResponsabile della sicurezza informatica della Blue Ant vendutosi alla concorrenza.
Cayce PollardGià protagonista del precedente romanzo L'accademia dei sogni, è la stilista del marchio segreto Gabriel Hounds.
Heidi HydeEx componente dei Curfew e amica di Hollis.
Bobby ChomboEsperto in tecnologie informatiche d'avanguardia, già apparso nel precedente romanzo della serie, Guerreros.
GarrethCampione di base jumping, reduce da un tremendo infortunio, decide di collaborare con Bigend per aiutare la sua ex fidanzata, Hollis, con la quale si riavvicinerà nel corso della vicenda.
FionaLa figlia di Bigend, avuta con la sua collaboratrice e segretaria Pamela Mainwaring. La ragazza è appassionata di moto e fidata collaboratrice del padre. Nel corso della vicenda, avrà una relazione con Milgrim.

## Edizioni
- (EN) William Gibson, Zero History, 1ª ed., Penguin Books, 2010,  p. 544, ISBN 978-1-101-44331-6.
- William Gibson, Zero History, traduzione di Daniele Brolli, Chrono, Fanucci, 2012,  p. 548, ISBN 978-88-347-2173-5.